# Муттен
Муттен (нем. Mutten GR) — деревня и бывшая коммуна в Швейцарии, в кантоне Граубюнден. 
Население составляет 81 человек (на 31 декабря 2006 года). Официальный код  —  3503.
1 января 2016 года передана из округа Альбула в новый регион Виамала. 1 января 2018 года вошла в состав коммуны Тузис.